# Sainte-Croix-Hague
Sainte-Croix-Hague és un municipi delegat francès al departament de la Manche (regió de Normandia). L'1 de gener de 2017 va fusionar amb el municipi nou de La Hague. L'any 2007 tenia 711 habitants.

## Demografia

### Població
El 2007 la població de fet de Sainte-Croix-Hague era de 711 persones. Hi havia 253 famílies de les quals 32 eren unipersonals (16 homes vivint sols i 16 dones vivint soles), 79 parelles sense fills, 126 parelles amb fills i 16 famílies monoparentals amb fills.
La població ha evolucionat segons el següent gràfic:
Habitants censats

### Habitatges
El 2007 hi havia 269 habitatges, 253 eren l'habitatge principal de la família, 7 eren segones residències i 9 estaven desocupats. 268 eren cases i 1 era un apartament. Dels 253 habitatges principals, 208 estaven ocupats pels seus propietaris, 39 estaven llogats i ocupats pels llogaters i 6 estaven cedits a títol gratuït; 6 tenien dues cambres, 25 en tenien tres, 73 en tenien quatre i 150 en tenien cinc o més. 209 habitatges disposaven pel capbaix d'una plaça de pàrquing. A 81 habitatges hi havia un automòbil i a 157 n'hi havia dos o més.

### Piràmide de població
La piràmide de població per edats i sexe el 2009 era:
| Homes | Edats   | Dones |
| ----- | ------- | ----- |
| 0     | 95 o +  | 0     |
| 0     | 90 a 94 | 0     |
| 0     | 85 a 89 | 0     |
| 4     | 80 a 84 | 0     |
| 12    | 75 a 79 | 8     |
| 4     | 70 a 74 | 4     |
| 8     | 65 a 69 | 20    |
| 4     | 60 a 64 | 12    |
| 16    | 55 a 59 | 4     |
| 28    | 50 a 54 | 16    |
| 28    | 45 a 49 | 28    |
| 40    | 40 a 44 | 32    |
| 12    | 35 a 39 | 36    |
| 20    | 30 a 34 | 16    |
| 36    | 25 a 29 | 8     |
| 20    | 20 a 24 | 8     |
| 24    | 15 a 19 | 64    |
| 32    | 10 a 14 | 36    |
| 36    | 5 a 9   | 8     |
| 12    | 0 a 4   | 4     |

## Economia
El 2007 la població en edat de treballar era de 473 persones, 350 eren actives i 123 eren inactives. De les 350 persones actives 333 estaven ocupades (180 homes i 153 dones) i 18 estaven aturades (6 homes i 12 dones). De les 123 persones inactives 47 estaven jubilades, 45 estaven estudiant i 31 estaven classificades com a «altres inactius».

### Ingressos
El 2009 a Sainte-Croix-Hague hi havia 265 unitats fiscals que integraven 763 persones, la mediana anual d'ingressos fiscals per persona era de 18.309,5 €.

### Activitats econòmiques
Dels 25 establiments que hi havia el 2007, 4 eren d'empreses de fabricació d'altres productes industrials, 6 d'empreses de construcció, 2 d'empreses de comerç i reparació d'automòbils, 1 d'una empresa de transport, 3 d'empreses d'hostatgeria i restauració, 1 d'una empresa financera, 2 d'empreses immobiliàries, 4 d'empreses de serveis, 1 d'una entitat de l'administració pública i 1 d'una empresa classificada com a «altres activitats de serveis».
Dels 10 establiments de servei als particulars que hi havia el 2009, 2 eren paletes, 1 guixaire pintor, 1 fusteria, 1 electricista, 1 perruqueria, 3 veterinaris i 1 restaurant.
L'any 2000 a Sainte-Croix-Hague hi havia 23 explotacions agrícoles que ocupaven un total de 702 hectàrees.

## Equipaments sanitaris i escolars
El 2009 hi havia una escola elemental.

## Poblacions més properes
El següent diagrama mostra les poblacions més properes.